# ريتشارد هاريس (لاعب كرة قدم)
ريتشارد هاريس (بالإنجليزية: Richard Harris)‏ (23 أكتوبر 1980 في المملكة المتحدة - ) هو لاعب كرة قدم بريطاني في مركز الهجوم. لعب مع إيستبورن بوروه وكريستال بالاس ونادي ميرثير تيدفيل ‏ ونادي مانسفيلد تاون ونادي وكينغ وويكمب وندررز.

## وصلات خارجية
- ريتشارد هاريس على موقع قاعدة بيانات كرة القدم.إي يو (الإنجليزية)
- ريتشارد هاريس على موقع Soccerbase.com (لاعب) (الإنجليزية)